# Динамічна стереохімія
Динамі́чна сте́реохі́мія (рос. динамическая стереохимия, англ. dynamic stereochemistry) — розділ стереохімії, що вивчає зв'язок між просторовою будовою молекул та їхньою реактивністю, а також внутрішньомолекулярні рухи в молекулярних частинках, стереоперетворення молекул, енергетичні активаційні параметри перетворень та інші характеристики стереохімії молекул в їхній динаміці, вивчається також вплив просторової будови молекули на хід хімічної реакції (напрямок, швидкість, положення рівноваги).
Принципове значення мають уявлення про збереження стереоконфігурації тетраедричного атома C при реакціях заміщення: бімолекулярне нуклеофільне заміщення SN2 відбувається з оберненням конфігурації, електрофільне SE2 — зі збереженням, мономолекулярні заміщення SN1 та SE1 мають наслідком рацемізацію, а гомолітичні реакції ведуть до втрати стереохімічної конфігурації.